# Осьмак Тетяна Яківна
Тетяна Яківна Осьмак (18 серпня 1927 — 31 липня 1991) — передовик радянського сільського господарства, доярка колгоспу «Вірний шлях» Алексєєвського району Бєлгородської області, Герой Соціалістичної Праці (1966).

## Біографія
Народилася в 1927 році на хуторі Осьмаки, нині Олексіївського району Бєлгородської області.
Закінчивши шість класів сільської школи, працевлаштувалася в колгосп "Селянин" у молодіжну польову бригаду. 
У 1942 році закінчила навчання в школі. Працевлаштувалася в колгосп "Вірний шлях" Олексіївського району Бєлгородської області. Всю війну пропрацювала в колгоспі. Працювала свинаркою, телятницею, вирощувала буряк. З 1956 року працювала дояркою в цьому ж господарстві. У своїй групі отримувала високі надої молока. 
Указом Президії Верховної Ради СРСР від 22 березня 1966 року за отримання високих результатів у сільському господарстві і рекордні показники у тваринництві Тетяні Яківні Осьмак присвоєно звання Героя Соціалістичної Праці з врученням ордена Леніна і медалі «Серп і Молот.
Продовжувала і далі працювати в сільському господарстві. З 1972 по 1982 роки завідувачка молочно-товарної ферми колгоспу "Дружба". Обиралася депутатом сільської та районної рад депутатів. Учасниця III Всесоюзного з'їзду колгоспників. 
Померла 31 липня 1991 року.

## Нагороди
- золота зірка «Серп і Молот» (22.03.1966)
- орден Леніна (22.03.1966)
- Орден Знак Пошани (08.04.1971)
- інші медалі.